# Rolf Rendtorff
Pour les articles homonymes, voir Rendtorff.
Rolf Rendtorff, né le 10 mai 1925 à Preetz dans le Schleswig-Holstein et mort le 1er avril 2014, est un professeur émérite allemand d'Ancien Testament à l'université de Heidelberg. Il a souvent écrit sur l'épigraphie israélite antique et est principalement connu pour ses contributions aux débats concernant l'origine du Pentateuque (les cinq premiers livres de la Bible).

## Biographie
Rendtorff est né à Preetz dans le Land de Schleswig-Holstein en Allemagne. Il étudie la théologie entre 1945 et 1950 dans les universités de Christian-Albrecht de Kiel, de Göttingen et de Heidelberg. Il entreprend son doctorat sous la direction de Gerhard von Rad de 1950 à 1953.

## Travaux reconnus
Rendtorff a publié beaucoup de travaux au sujet de l'Ancien Testament mais il est principalement reconnu pour son livre paru en 1977, Le problème de la transmission du Pentateuque (Das überlieferungsgeschichtliche Problem des Pentateuch). Ce livre qui est une étude concernant les origines du Pentateuque - la question de la composition des cinq livres de cet ensemble : Livre de la Genèse, Livre de l'Exode, Lévitique, Livre des Nombres et Deutéronome - apparait en même temps que deux autres études importantes : le  Abraham in History and Tradition de John Van Seters en 1975 et le Der sogenannte Jahwist (The So-called Yahwist) de Hans Heinrich Schmid en 1976.
Ces trois études qui paraissent de concert inaugurent de brûlantes controverses dans le milieu universitaire sur la validité de l'hypothèse documentaire, alors dominante, et marquent le commencement de son déclin.
Rolf Rendtorff a reçu en 2002 la médaille Buber-Rosenzweig.

## Source
- (en) Cet article est partiellement ou en totalité issu de l’article de Wikipédia en anglais intitulé « Rolf Rendtorff » (voir la liste des auteurs).